# Timbrul muzical în primele înregistrări sonore
Primele înregistrări sonore cunoscute ale unor soliști sau ansambluri muzicale au fost produse la capătul secolului al XIX-lea (prima astfel de înregistrare este din 1888). Din pricina performanței acustice modeste primele aparate de înregistrat nu captau decât o mică plajă de frecvențe medii, preluate cu fidelitate foarte slabă, cu puternice alterări ale timbrelor vocale și instrumentale. Acest fapt, căruia i se adaugă specificul interpretării la începutul secolului al XX-lea, a dat naștere unei percepții în conștiința publică de mai târziu, conform căreia înregistrările sunt caricaturale, lipsite de potențial artistic. Cu puține excepții, înregistrările epocii sunt ignorate de către publicul contemporan. Punerea înregistrărilor timpurii în legătură cu filmul mut contribuie la formarea unei percepții eronate și în acest domeniu.
Aberațiile acustice produse de primele aparate de înregistrare îngreunează nu arareori recunoașterea timbrelor instrumentale; problematica este amplificată de diferențele în construcția instrumentelor și de stilul interpretativ. Paleta timbrelor înregistrate în jurul anului 1900 cuprinde instrumente ale orchestrei simfonice, voci pregătite în stilul „clasic” de canto (majoritare, folosite chiar și pentru piesele de muzică ușoară), dar și instrumente de muzică populară sau ușoară, precum și voci de cântăreți fără școală.

### Cilindrii de fonograf
Dintre mărturiile sonore ale epocii, în special din primii ani (finele secolului al XIX-lea și primul deceniu al secolului al XX-lea), cele mai accesibile documente sunt cilindrii pentru fonograf, înregistrați de inventatorul american Thomas Alva Edison. Față de marea majoritate a înregistrărilor timpurii, indiferent de mediul de stocare, acești cilindri sunt singurii puși la dispoziția publicului. În acest scop au fost înființate numeroase site-uri de Internet de unde pot fi descărcate versiuni digitalizate ale vechilor înregistrări muzicale analogice. 